# Gura Camencii
Gura Camencii è un comune della Moldavia situato nel distretto di Florești di 3.538 abitanti al censimento del 2004

## Località
Il comune è formato dall'insieme delle seguenti località (popolazione 2004):
- Gura Camencii (1.566 abitanti)
- Bobulești (831 abitanti)
- Gvozdova (1.141 abitanti)